# Robert Gleason
Pour les articles homonymes, voir Gleason.
Robert Charles Gleason, Jr., né le 10 avril 1970 et mort le 16 janvier 2013 à Jarratt (États-Unis), est un meurtrier américain condamné à mort et exécuté par chaise électrique par l'État de Virginie pour avoir tué deux de ses compagnons de cellule. 

## Condamnations
Gleason était emprisonné à vie pour avoir tué le 8 mai 2007 Michael Kent Jamerson (né le 13 mars 1953). En 2009, son compagnon de cellule, Harvey Watson (né le 11 septembre 1945), était mentalement malade. Le département des services correctionnels de Virginie refusa de le changer de cellule. Watson purgeait une peine de 100 ans pour meurtre (le 11 août 1983). Gleason a attaché, battu et étranglé Watson, alors âgé de 63 ans, la veille du deuxième anniversaire de la mort de Jamerson. Gleason a plaidé coupable. À la fois au tribunal et pendant des interviews avec les médias, il a juré de continuer à tuer si la peine de mort ne lui était pas donnée. En attendant sa peine dans une prison hautement sécurisée pour les détenus les plus dangereux de l'État, Gleason étrangle le 28 juillet 2010 Aaron Cooper (né le 27 septembre 1983) au travers du grillage séparant leurs cellules individuelles dans une cour de la prison. Cooper purgeait sa peine de 34 ans pour vol à main armée. Gleason a par la suite été condamné à mort et a volontairement renoncé à son appel. Il a choisi d'être exécuté par chaise électrique plutôt que par Injection létale, l'État ayant respecté son choix. Robert Gleason a été exécuté par chaise électrique au centre correctionnel de Greensville (en) à Jarratt, en Virginie, le 16 janvier 2013 à 21 h 8. 
Ses derniers mots ont soi-disant été : « Eh bien, j'espère que Percy ne va pas oublier de mouiller l'éponge. Placez-moi sur la route de Jackson et appelez mes copains irlandais. Pog mo thoin. Que Dieu vous bénisse » (« Well, I hope Percy ain’t going to forget to wet the sponge. Put me on the highway to Jackson and call my Irish buddies. Pog mo thoin. God bless. »). La première phrase fait référence au film La Ligne verte. L'expression « Pog mo thoin » peut être grossièrement traduit du gaélique irlandais par « Allez vous faire foutre ».